# Lonquimay (gemeente)
Lonquimay is een gemeente in de Chileense provincie Malleco in de regio Araucanía. Lonquimay telde 10.251 inwoners in 2017 en heeft een oppervlakte van 3914 km².

## Foto's

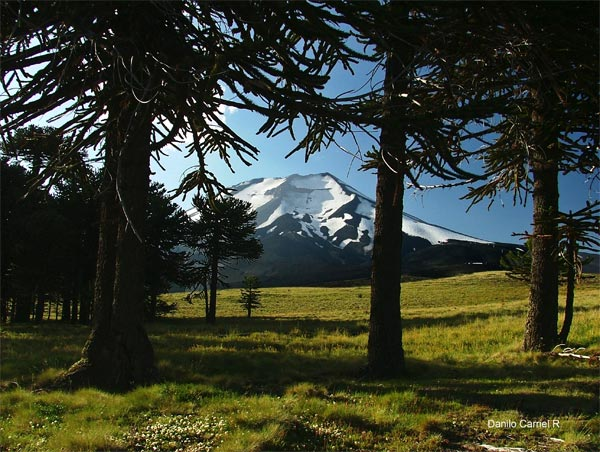
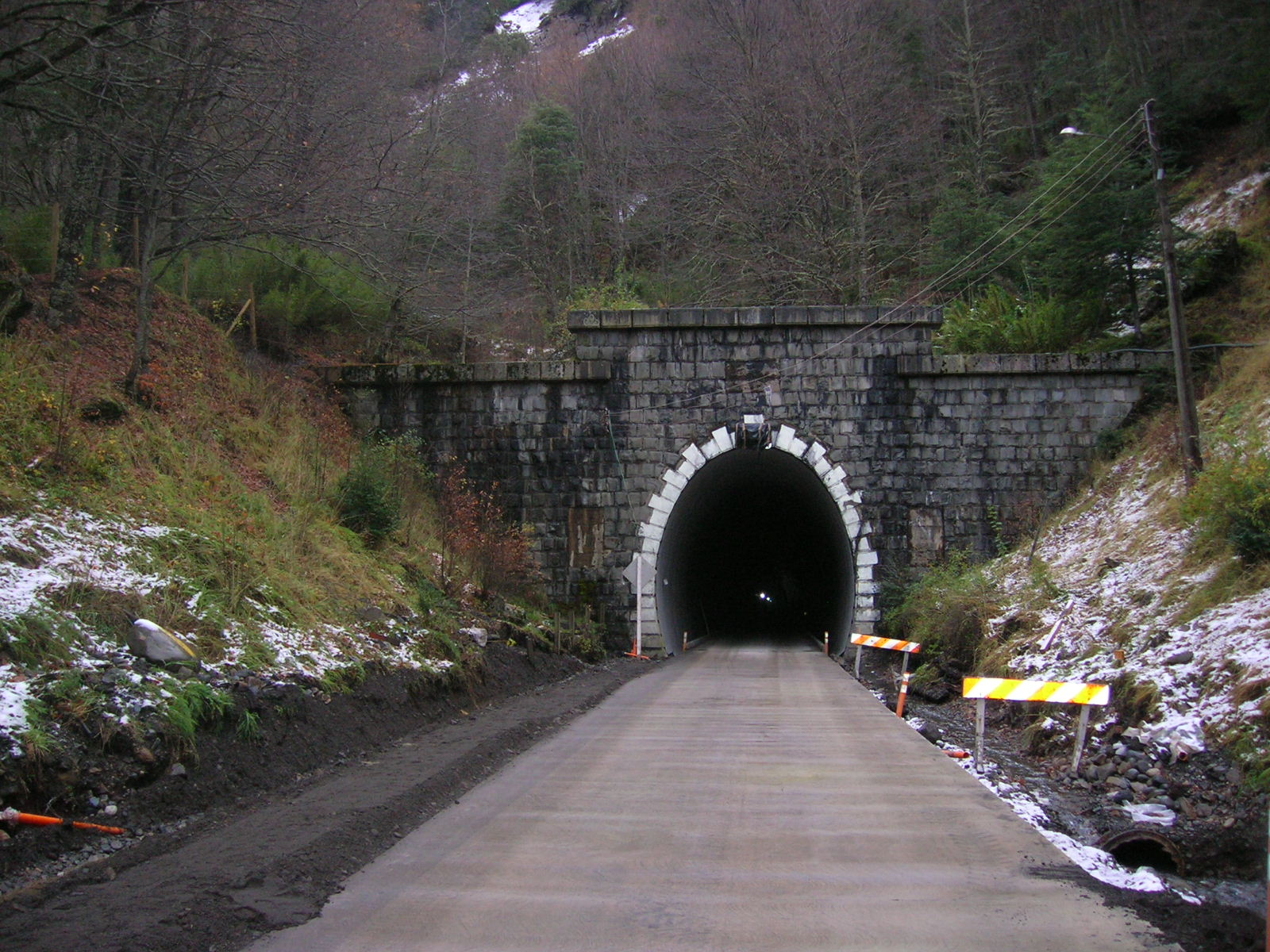

- Biblioteca Nacional de España: XX5742406
- Gemeinsame Normdatei: 1262511410
- Virtual International Authority File: 248810067